# Кусов, Александр Иванович

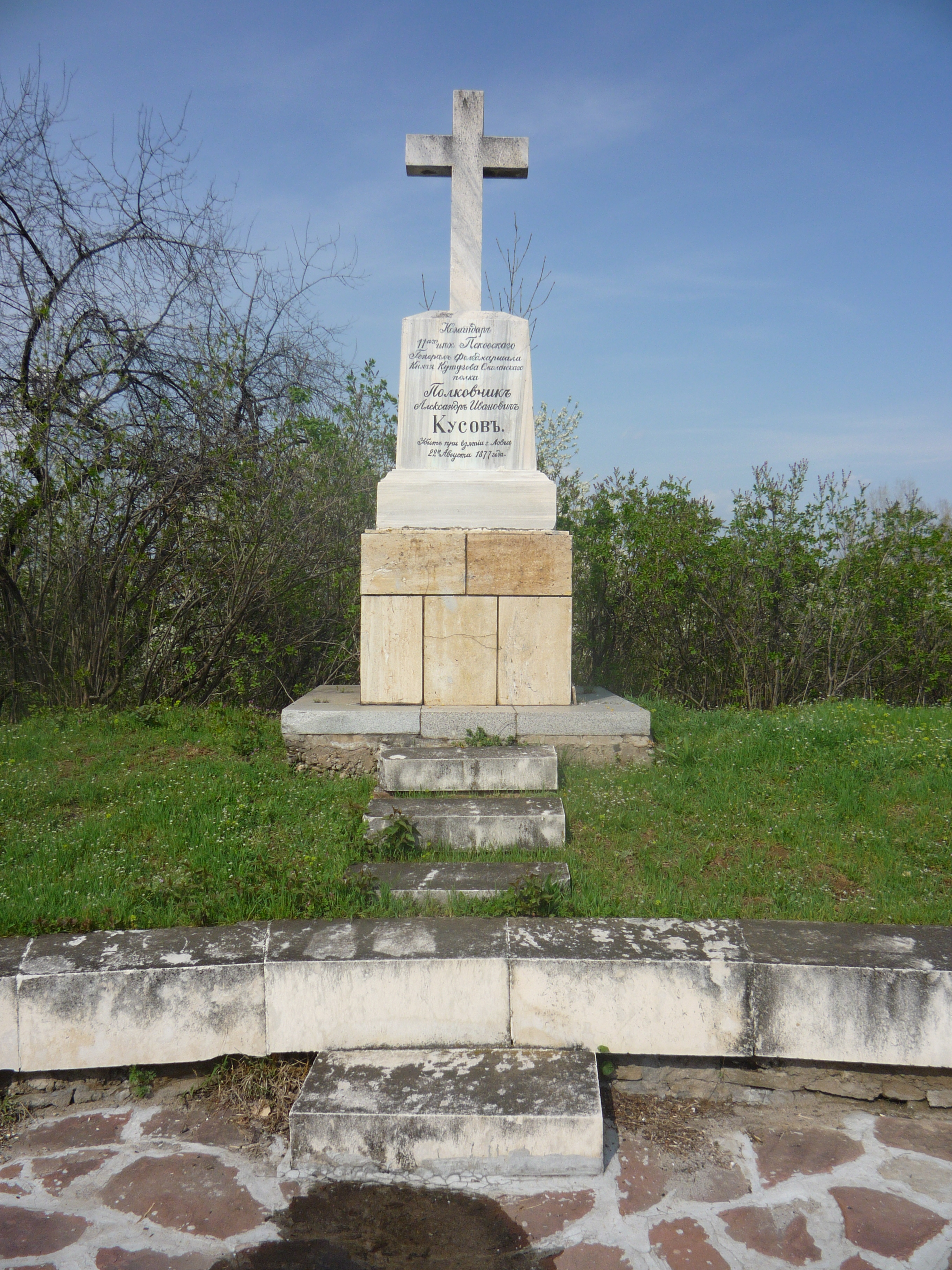
Могила полковника А. И. Кусова на Алее болгаро-русской дружбе на холме Стратеш в г. Ловеч

Александр Иванович Кусов — полковник, из дворян Санкт-Петербургской губернии. Родился в 1827 году. Воспитывался в Школе гвардейских подпрапорщиков и гвардейских кавалерийских юнкеров. Кусов окончил школу в возрасте 20 лет и поступил на службу в Финляндский лейб-гвардии полк, где он служил до 1869 года, когда был назначен командиром 11-го пехотного Псковского полка. Участвовал в Крымской войне 1853 – 1856 г.г., охраняя морское побережье Санкт-Петербургской и Выборгской губерний. 
Умер 23 августа, не приходя в сознание от тяжелого ранения в голову, полученное при освобождении Ловеча 22 августа 1877 года. Первоначально погребен на кладбище Троицкой церкви г. Ловеч, Болгария.